# Skedenca nad Rajnturnom
Skedenca nad Rajnturnom este o arie protejată (arie specială de conservare — SAC, sit de importanță comunitară — SCI) din Slovenia întinsă pe o suprafață de 46,12 ha, integral pe uscat.

## Localizare
Centrul sitului Skedenca nad Rajnturnom este situat la coordonatele 45°51′49″N 14°38′11″E / 45.8635°N 14.6365°E.

## Înființare
Situl Skedenca nad Rajnturnom a fost declarat sit de importanță comunitară în aprilie 2004 pentru a proteja 1 specie de animale. Situl a fost protejat și ca arie specială de conservare în februarie 2012.

## Biodiversitate
Situată în ecoregiunea continentală, aria protejată nu include niciun habitat protejat.
La baza desemnării sitului se află o specie protejată de  nevertebrate: Leptodirus hochenwartii.